# رنو آلپاین جی‌تی‌ای/آ۶۱۰
رنو آلپاین جی‌تی‌ای/آ۶۱۰ (Renault Alpine GTA/A۶۱۰) خودرویی است که در سال‌های ۱۹۸۶ تا ۱۹۹۱در فرانسه تولید شده‌است.
این خودرو در کلاس خودرو اسپورت قرار گرفته، طراحی آن خودروهای موتور عقب-محور عقب بوده است.